# Cantó de Lo Montet
El cantó de Lo Montet és un cantó francès del departament de l'Alier, situat al districte de Molins. Té 11 municipis i el cap és Lo Montet.

## Municipis
- Châtel-de-Neuvre
- Châtillon
- Cressanges
- Deux-Chaises
- Meillard
- Lo Montet
- Rocles
- Saint-Sornin
- Le Theil
- Treban
- Tronget

## Història
| Data d'elecció                           | Identitat               | Partit                     | Qualitat |
| ---------------------------------------- | ----------------------- | -------------------------- | -------- |
| 1945-1949                                | Alphonse Chaubiron      | PCF                        |          |
| 1949-1961                                | Roger Berthon           | PCF                        |          |
| 1961-1992                                | Ivan Déternes           | PCF                        |          |
| 1992-2004                                | Yves Simon              | Divers droite, després UMP |          |
| 2004-                                    | Marie-Françoise Lacarin | PCF                        |          |
| les dades anteriors no són pas conegudes |                         |                            |          |
|                                          |                         |                            |          |

## Demografia
| 1962  | 1968  | 1975  | 1982  | 1990  | 1999  | 2007  |
| ----- | ----- | ----- | ----- | ----- | ----- | ----- |
| 6.038 | 6.499 | 5.825 | 5.528 | 5.238 | 4.966 | 4.948 |